# Безграничный Бэтмен: Животные инстинкты
«Безграничный Бэтмен: Животные инстинкты» (англ. Batman Unlimited: Animal Instincts) — первый мультипликационный фильм из серии «Безграничный Бэтмен», предназначенный для домашнего просмотра. Премьера фильма состоялась 12 мая 2015 года.

## Сюжет
Готэм-Сити атакует Зверотряд, состоящий из Убийцы Крока, Гепарды, Гориллы и Мэн-Бэта. Бэтмен, Найтвинг, Красный Робин, Флэш и Зелёная Стрела пытаются остановить злодеев, однако на помощь преступникам приходят механизированные тигр, волк и летучая мышь. На открытии самого высокого здания Готэма «Птичник» наследник богатого семейства Освальд Кобблпот, демонстрирует созданные доктором Кирком Лэнгстромом киборгов-животных, в которых приглашённые на церемонию Брюс Уэйн и Оливер Куин узнают напавших на них роботов. Зелёная Стрела прикрепляет к доктору Лэнгстрому «жучок» для слежки.
После схватки с киборгами Бэтмену и его сподвижникам удаётся обезвредить и захватить механизированных животных, чтобы выяснить, как они устроены, но они не могут получить полный доступ к управлению. Для этого нужен доктор Лэнгстром. Напав на Зверотряд, Бэтмен обнаруживает, что Мэн-Бэт и есть тот самый учёный. В своей пещере Бэтмен создаёт сыворотку, которая на 3 часа вернёт доктору Лэнгстрому человеческий вид.
Выясняется, что Кобблпот под псевдонимом Пингвин с помощью лазерной установки собирается притянуть астероид Мидаса, состоящий из чистого золота. Он собрал Зверотряд, чтобы его члены расставили по периметру «Птичника» приборы, создающие экран, защитивший бы Кобблпота от упавшего на Готэм астероида. Захватив лучом астероид и начав его притяжение, Пингвин активирует силовое поле. Бэтмену в специальном костюме и Флэшу удаётся прорваться сквозь защитный экран и деактивировать его. Лэнгстром перепрограммирует захваченных киборгов и те вступают в схватку с киборгами Пингвина. Предотвратив катастрофу команда Бэтмена отправляет членов Зверотряда в лечебницу Аркхем. Пингвин покидает Готэм и находит пристанище в антарктических льдах.

## Роли озвучивали
- Бэтмен — Роджер Крейг Смит
- Пингвин — Дэна Снайдер
- Красный Робин — Юрий Ловенталь
- Зелёная Стрела — Крис Диамантопулос
- Найтвинг — Уилл Фридел
- Флэш — Чарли Шлаттер
- Убийца Крок — Джон Ди Маджо
- Горилла — Кит Шарабайка
- Гепарда — Лора Бэйли
- Мэн-Бэт — Фил ЛаМарр
- Альфред Пенниуорт — Нил Дункан
- Punk #1 • Rookie Cop — Эрик Бауза

## Награды
В 2015 году на премии «Behind the Voice Actors Awards» Дэна Снайдер за озвучивание Пингвина победил в номинации «Лучший актёр озвучивания».

### Рецензии
- Review by Mike McGranaghan (англ.)
- Review by MARC-ALAIN POIRIER (фр.)
- Review by Frank v.d. Ven (нид.)
- Review by Heath Holland (англ.)
- THE BAT IS BACK IN BATMAN UNLIMITED: ANIMAL INSTINCTS (англ.)
- Review by Bubbawheat (англ.)
- Review by Sean Markey (англ.)
- Bless the Beasts and Batman (англ.)